# Madison Brengle
Madison Brengle (nascida em 3 de abril de 1990) é uma tenista profissional americana. 
Sua temporada de maior sucesso foi no início de 2015, alcançando sua primeira final do WTA Tour em janeiro, seguida por uma aparição na quarta rodada de um evento "Major" no Australian Open. Em maio, ela alcançou o 35º lugar no ranking de singles, o mais alto de sua carreira. Sua maior vitória veio em 2017 sobre a número 2 do mundo, Serena Williams. Ela ganhou dois títulos de simples e um título de duplas no WTA Challenger Tour, 21 títulos de simples e 8 títulos de duplas no Circuito feminino da ITF.
Em agosto de 2007, ela ficou em quarto lugar no ranking mundial de juniores. Brengle então trabalhou por anos no circuito da ITF. Ao longo de 24 majors consecutivos entre 2008 e 2014, ela não conseguiu passar das qualificatórias pré-torneio. A sequência de derrotas terminou quando ela ganhou um "wild card" para a chave principal do US Open de 2014, que ela aproveitou para sua primeira vitória em um torneio Major na primeira rodada sobre Julia Glushko, porém perdendo na segunda para Sabine Lisicki.
Sua classificação logo subiu para o top 100 como número 88 pela primeira vez em setembro de 2014 e terminando o ano como número 94.

## Vida pessoal
Brengle nasceu e foi criada em Dover, Delaware, e é judia. Sua mãe (Gaby nascida Gamberg) a treina, seu pai é Dan Brengle e ela tem um irmão chamado David.

## Carreira júnior
Quando adolescente, Brengle participou de um programa de treinamento experimental da USTA.
Em 2006, ela ganhou o campeonato de duplas do Easter Bowl com Kristy Frilling [en], derrotando Sanaz Marand [en] e Ashley Weinhold na final. Em 2007, Brengle chegou à final de simples feminina do Australian Open, antes de cair para Anastasia Pavlyuchenkova. Brengle e Julia Cohen [en] foram as cabeças de chave na competição de duplas femininas do Aberto da França de 2007, mas a dupla perdeu na primeira rodada.
Como sétima cabeça de chave, Brengle perdeu na final da competição individual feminina de Wimbledon para Urszula Radwańska, em três sets. Brengle e Chelsey Gullickson chegaram às semifinais de duplas femininas antes de perder para as cabeças-de-chave e eventuais campeãs, Pavlyuchenkova e Radwańska. Em agosto de 2007, ela ficou em quarto lugar no ranking mundial de juniores.

## Finais WTA

### Simples: 1 (0–1)
| Legenda                             |
| ----------------------------------- |
| Grand Slam (0–0)                    |
| WTA Tour (0–0)                      |
| Premier Mandatory & Premier 5 (0–0) |
| Premier (0–0)                       |
| International (0–1)                 |

| Finais por Piso |
| --------------- |
| Duro (0–1)      |
| Saibro (0–0)    |
| Grama (0–0)     |
| Carpete (0–0)   |

| Posição | N. | Data            | Torneio                                          | Piso | Oponente       | Placar   |
| ------- | -- | --------------- | ------------------------------------------------ | ---- | -------------- | -------- |
| Vice    | 1. | 17 Janeiro 2015 | Moorilla Hobart International, Hobart, Austrália | Duro | Heather Watson | 3–6, 4–6 |

### Simples (2)
| Grand Slam torneios (0) |
| Ouro Olimpico (0)       |
| WTA Championships (0)   |
| Premier Mandatory (0)   |
| Premier 5 (0)           |
| Premier (0)             |
| International (0)       |
| ITF (2)                 |

| N. | Data                 | Torneio              | Surperfície | Oponente na final      | Placar   |
| 1. | 17 de julho de 2005  | Baltimore, Maryland  | Hard        | Beau Jones             | 6–4, 6–1 |
| 2. | 06 de março de 2011. | Hammond, Los Angeles | Hard        | Stephanie Foretz Gacon | 6-3, 6-3 |

### Duplas
| Grand Slam torneios (0) |
| Ouro Olimpico (0)       |
| WTA Championships (0)   |
| Premier Mandatory (0)   |
| Premier 5 (0)           |
| Premier (0)             |
| International (0)       |
| ITF (3)                 |

| N. | Data                  | Torneio                       | Surperfície | Parceira        | Oponentes na final                | Placar         |
| 1. | 28 de outubro de 2007 | Augusta, Geórgia              | Dura        | Kristy Frilling | Angelina Gabueva Alisa Kleybanova | 6–3, 6–3       |
| 2. | 11 de maio de 2008    | Indian Harbour Beach, Florida | Dura        | Kristy Frilling | Alina Jidkova Laura Siegemund     | 6-2, 6-4       |
| 3. | 17 de outubro de 2010 | Troy, Alabama                 | Dura        | Asia Muhammed   | Raquel Kops-Jones Abigail Spears  | 2-6, 6-4, 10-7 |